# Alphonse Auvity
Pour les articles homonymes, voir Auvity.
Alphonse Auvity est un général français né à Liège le 16 mars 1799 et mort à Paris le 11 avril 1860. 

## Biographie
Alphonse Auvity est le fils de Pierre-Jean Auvity (1779-1865), docteur en médecine, médecin de Monsieur, frère du roi Louis XVIII, puis des enfants du roi Louis-Philippe, et de Françoise Victoire Mémains (1777-1806).
Il entre premier à l'École polytechnique le 1er octobre 1816. Deux ans plus tard, il passe à l'École d'application de Metz.
Il est nommé sous-lieutenant du corps d'artillerie le 20 décembre 1820, au 8e régiment d'artillerie à pied le 14 mars 1821, puis au 3e régiment d'artillerie à cheval le 16 août 1821. Il est promu lieutenant en second le 7 mai 1823, lieutenant en premier le 16 février 1825, capitaine le 11 août 1830, il est détaché à l'arsenal de Metz le 13 janvier 1831, chef d'escadron en 1840, lieutenant-colonel en 1846, colonel en 1849, général de brigade le 30 septembre 1852, général de division le 12 mars 1857. Il devient membre du Comité de l'artillerie et inspecteur-général et directeur général des poutres et salpêtres le même année.
En 1832, il avait été officier d'ordonnance auprès du maréchal Maurice Gérard qui commande l'armée française qui intervient en Belgique pendant la guerre belgo-néerlandaise. Il est cité à l'ordre de l'armée pour sa conduite à la prise de la lunette Saint-Laurent lors du siège de la citadelle d'Anvers. Il est ensuite appelé pour faire partie de l'état-major du maréchal Valée. Il participe au siège de Constantine de 1837. À la suite de cette réussite, il a reçu à Alger la croix d'officier de la Légion d'honneur alors qu'il n'est que capitaine. Le 31 décembre 1839, il participe au combat de l’Oued El Alleug ce qui lui vaut une nouvelle citation à l'ordre de l'armée. Pendant les trois ans qu'il passe en Algérie comme aide-de camp du maréchal Valée, gouverneur général de l'Algérie entre 1837 et 1841, il a participé à toutes les expéditions, courses et razzias dans les provinces d'Alger et de Constantine. Nommé colonel du 5e régiment d'artillerie le 1er février 1849. Il commande ensuite l'artillerie des armées de Lyon (8e division) le 30 septembre 1852 et de Paris (1re division) le 5 novembre 1853.
Il est inhumé le 13 avril 1860 au cimetière de Montmartre (division 12).

## Distinction
- chevalier de la Légion d'honneur, en 1833[4].
- officier de la Légion d'honneur, en 1837.
- commandeur de la Légion d'honneur, en 1855.

## Famille
- Jean-Abraham Auvity (1754-1821), maître chirurgien, chirurgien en chef de l'hospice des enfants-trouvés, marié à Marie Paule (vers1755-1846)
  - Pierre-Jean Auvity, docteur en médecine, en relation vers 1798 avec Françoise Victoire Mémains (vers 1777-1806), marié en 1815 avec Marie Catherine Martin (1790-1847)
    - Alphonse Auvity (1799-1860), général, marié en 1828 à Marie Louise Judith Bertrand de Boucheporn (1804-1890)
      - Anne-Charlotte-Judith-Octavie Auvity (1829-1831)
      - Edmond-Honoré Auvity (1832-1854), lieutenant d'infanterie tué au siège de Sébastopol
      - Pierre-Octave Auvity (1833-1881), percepteur
      - Pierre-Philippe Auvity (1843-1923), colonel de cavalerie[5]

    - Jean-Marie-Octave Auvity (1817-1881), receveur particulier des finances, marié en 1845 à Antonine Pélagie Dorothée Sabine Arcambal Piscatory (1827-1908)
      - Antonin-Marie-Pélasge-Pierre-Théobald Auvity (1847-1930), conseiller de préfecture, sous-préfet de Mauléon (1876-1877), puis sous-préfet de Châteaudun.

    - Louise-Marie Auvity (1821-1899), mariée en 1842 à  Louis Edmond Moulin baron de Ménainville (1815-1892)

  - Antoine-Edme-Abraham Auvity (1782-1841), médecin, marié en 1826 avec Marie-Thérèse Brobeque
  - Ambroise-Philibert-Léon Auvity (1788-1847), chirurgien militaire, marié en 1822 en premières noces à Catherine-Aimée-Jeanne Sirey (1803-1829), en 1831 à Catherine Mills